# Annabel Elliot
Sonia Annabel Elliot z domu Shand (ur. 2 lutego 1949 w Londynie) – brytyjska projektantka wnętrz i antykwariuszka, siostra Kamili, królowej Wielkiej Brytanii jako małżonki Karola III oraz matka Bena Elliota, polityka brytyjskiej Partii Konserwatywnej.

## Życiorys

### Rodzina i wczesne lata
Urodziła się pod imieniem Sonia Annabel Shand 2 lutego 1949 roku w londyńskiej dzielnicy Lambeth jako drugie z trojga dzieci oficera Armii Brytyjskiej Bruce’a Shanda (1917–2006) i jego żony, pracownicy agencji adopcyjnej Rosalind Shand z domu Cubitt (1921–1994), będącej córką Rolanda Cubitta (1899–1962), arystokraty, późniejszego 3. barona Ashcombe. Jej rodzeństwem są: Kamila (ur. 1947), od 2022 roku królowa Wielkiej Brytanii jako małżonka Karola III, i Mark Shand (1951–2014), twórca literatury podróżniczej.
Jak powiedziała magazynowi Vanity Fair, ona i jej rodzeństwo cieszyli się „zaczarowanym dzieciństwem”, doświadczając bliskich relacji z rodzicami i dorastając bez udziału niań. Studiowała sztuki piękne we Florencji we Włoszech.

### Dalsze lata
Od końca lat 70. XX wieku prowadzi własną firmę Annabel Elliot Interior Design and Antiques z siedzibą w hrabstwie Dorset. Jest także współzałożycielką sklepu z antykami i artykułami do dekoracji wnętrz Talisman, położonego w Gillingham w hrabstwie Dorset. Oprócz pracy w dziedzinie projektowania wnętrz Elliot zajmuje się także działalnością charytatywną: od 2005 roku wspierała zlikwidowaną dziesięć lat później działającą na rzecz adopcji i rodzicielstwa zastępczego organizację British Association for Adoption and Fostering (BAAF), będąc kluczową patronką specjalnych wydarzeń BAAF i przewodniczącą jej dwóch inicjatyw fundraisingowych, a ponadto jest członkinią i patronką Elephant Family, międzynarodowej organizacji pozarządowej poświęconej ochronie słoni indyjskich przed wymarciem, której szefował jej brat Mark Shand do swojej śmierci w 2014 roku.
Od I dekady XXI wieku pracowała jako projektantka wnętrz dla ówczesnego księcia Walii Karola, dekorując wnętrza należących do niego posiadłości w Kornwalii tj. letnich domków na wyspach Scilly oraz biura Księstwa Kornwalii i domków przy Restormel Castle, a także rezydencji Llwynywermod w Walii. Według stanu na 2018 rok otrzymała od Księstwa Kornwalii 1,5 miliona funtów za towary i usługi projektowe świadczone od czasu ślubu swojej siostry Kamili z Karolem w 2005 roku. 
W 2011 roku Annabel Elliot otrzymała wyróżnienie za swoją pracę przy odnowieniu wszystkich 64 pokoi i apartamentów hotelu Bovey Castle w hrabstwie Devon. W tym samym roku hotel trafił na Złotą Listę (The Gold List) jako jedno z najlepszych na świecie miejsc do zatrzymania się.
Elliot pracowała przy urządzeniu i wykończeniu wnętrz rezydencji Dumfries Lodge House w hrabstwie Ayrshire w Szkocji, która w kwietniu 2012 roku została otwarta przez księcia Rothesay Karola jako luksusowy dom gościnny. 
W 2014 roku dziennik „The Daily Telegraph” uznał Elliot za piątą pod względem wpływowości projektantkę wnętrz w Wielkiej Brytanii.
W 2017 roku została zatrudniona do nadzorowania realizacji zlecenia od Księstwa Kornwalii na projekt wnętrz 20-pokojowego pubu Duchess of Cornwall w Poundbury w hrabstwie Dorset.
6 maja 2023 roku Annabel Elliot i Lady Lansdowne towarzyszyły Kamili jako damy dworu podczas koronacji jej i jej męża Karola.
Według tabloidu „The Sun”, po wstąpieniu Karola na brytyjski tron Elliot została mianowana główną projektantką wnętrz należących do niego posiadłości. Natomiast dzienniki „Daily Mail” i „The Daily Telegraph” w oparciu o doniesienia swych źródeł w lipcu 2024 roku podały, że książę Walii Wilhelm usunął Elliot z listy płac Księstwa Kornwalii, gdyż chce skupić się na bardziej nowoczesnych inwestycjach.

## Życie prywatne
27 kwietnia 1972 roku wyszła za mąż za Simona Elliota (1940–2023), właściciela majątku w hrabstwie Dorset, syna Williama Elliota, marszałka brytyjskich Królewskich Sił Powietrznych, i jego żony Rosemary Chancellor. Ma z nim troje dzieci: syna Bena Elliota (ur. 1975), polityka brytyjskiej Partii Konserwatywnej, oraz córki Alice Irwin (ur. 1977), projektantkę wnętrz, i Katie Elliot (ur. 1981). Elliot i jej zmarły w 2023 roku mąż mieszkali w Stourpaine w hrabstwie Dorset.